# Комашка Антон Михайлович
Антон Михайлович Кома́шка (Комашко; 17 серпня 1897, Непокрите — 16 серпня 1970, Ленінград) — український радянський художник, мистецтвознавець і педагог.

## Біографія
Народився 17 серпня 1897 року в селі Непокритому (нині село Шестакове Чугуївського району Харківської області, Україна) в сім'ї безземельного селянина-відхідника. Протягом 1914—1915 років коштом Іллі Рєпіна навчався у Харківському художньому училищі, після чого у 1915—1918 роках продовжив навчання у маєтку Іллі Рєпіна «Пенатах» у Куоккалі (нині селище Рєпіно у складі Санкт-Петербурга).
У роки Громадянської війни — боєць-добровольець Першої кінної армії; член РКП(б) з 1920 року. У 1920—1921 роках працював художником при штабі Південно-Західного фронту, де оформляв агітпоїзди, виконував лозунги, плакати, малював портрети (створив серію портретів «Бійці і командири Першої кінної»).
Після війни залишився у Харкові, але через деякий час повернувся до Петрограда, вступив до Академії мистецтв. Не закінчивши навчання у 1923 році пішов працювати на Державний порцеляновий завод, де розписував блюда революційними сюжетами.
1926 року повернувся до Харкова, де протягом 1927—1932 років викладав малюнок у Художньому інституті, а з 1929 року очолював його. В цей час був також керівником Асоціації художників Червоної України у Харкові. 1934 року вирушив на курси підвищення кваліфікації до Академії мистецтв, у 1936 році вступив до Ленінградського відділення Спілки художників СРСР. З 1938 року очолював групу ленінградських художників, які оформляли Всесоюзну сільськогосподарську виставку в Москві.
У роки німецько-радянської війни працював військовим художником (виконав малюнки: епізоди боїв, фронтового побуту, портрети), керував видавництвом політичного плакату «Вікна ТАРС». Мав військове звання капітана. Нагороджений медаллю «За перемогу над Німеччиною у Великій Вітчизняній війні 1941—1945 рр.». Демобілізований у лютому 1946 року. Помер у Ленінграді 16 серпня 1970 року.

## Творчість
Створював акварельні малюнки, живописні портрети і тематичні картини. Серед його творів:
живопис
- «Зачарований степом» (1918);
- «Люди війни» (1919);
- «Перше травня» (1926);
- «Портрет воєнначальника Йони Якіра» (1927);
- «Штаб Першої Кінної» (1930-ті);
- «Колгоспниця» (1933);
- «Автопортрет» (1941);
- «Фронт» (1943);
- «На переправі через Німан. Генерал армії Черняховський» (1944);
- «Жіночий портрет» (1954);
- «Робітник» (1965);

графічні портрети
- Ілля Рєпін (1916, олівець);
- автопортрет (1926, олівець, акварель);
- комсомолець Г. Нікітін (1926, акварель);
- старий більшовик П. Скрипник (1927, туш, перо, акварель);
- Анатолій Луначарський (1930, олівець);
- колгоспниця-хуторянка А. Берченко (початок 1960-х, акварель, олівець);
- письменник Костянтин Гордієнко (1964).

Створив серію портретів «Ударники будівництва Харківського тракторного заводу» (початок 1930-х, олія, акварель). У 1936 році написав копію полотна «Степан Разін» Василя Сурикова.
Під час роботи на порцеляновому заводі розписав блюда:
- «Індустрія» (приватна збірка);
- «Свято праці. 1 травня. Світовий огляд революційного фронту» (Всеросійський музей декоративного мистецтва);
- «На згадку п'ятиріччя переходу фарфорового заводу у відання Наркомпросу» (Ермітаж);
- «За 5 років Червона армія розбила Денікіна, Колчака, Юденича» (Ермітаж);
- «Хай живе вождь пролетаріату товариш В. І. Ленін» (Державний історичний музей).

Автор дослідження «За пролетарську гегемонію у просторовому мистецтві: процеси мистецького руху в УСРР відбудовного періоду. Шляхи розвитку просторового мистецтва реконструктивного періоду» (Харків, 1931). Залишив спогади «Три года с Репиным» у збірці «Репин» (Москва; Ленинград, 1949, том 2).

## У мистецтві
Портрети художника виконали:
- Ілля Рєпін:
  - «А. М. Комашка в Пенатах» (1915, олівець; Музей-садиба Іллі Рєпіна «Пенати»);
  - «А. М. Комашка в Пенатах за читанням Іллі Рєпіну вголос „Іліади“ Гомера» (1915, акварель);
- Борис Григор'єв: «А. М. Комашка в Пенатах за роботою» (1915, олівець; Державний Російський музей).